# ジュリア・モンビ

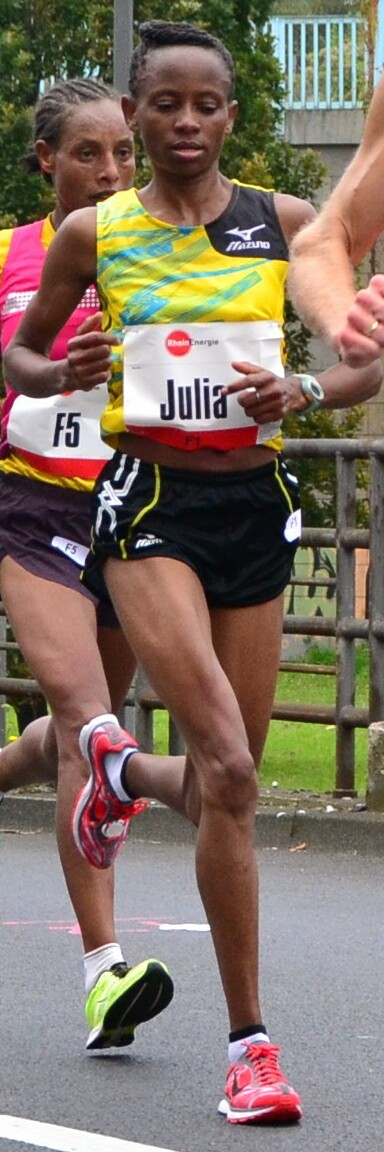

ジュリア・モンビ（Julia Mombi Muraga、1985年1月25日 -）はケニアの女子陸上競技選手。専門は長距離走、マラソン。
ケニアより青森山田高等学校へと留学しインターハイでは800m、1500m、3000mすべてで優勝している。大学卒業後はファイテンを経て、佐倉アスリート倶楽部に所属している。